# 蒂埃里·亨利
蒂埃里·丹尼爾·亨利（法語：Thierry Daniel Henry，國際音標：法語發音：[tjɛʁi danjɛl ɑ̃ʁi]；1977年8月17日—）是一名已退役的法国職業足球員，司職前鋒，目前是法國U23、法國U21國家足球隊主教练。曾效力於摩納哥、尤文图斯、阿森纳、巴塞罗那和紐約紅牛，效力阿森纳的八年期間他成為球會的傳奇球員，保持了該隊的入球紀錄。法國國家隊方面亦同樣保持該隊的入球紀錄。世界足壇法國最佳巨星之一。
亨利出生於埃松省的莱叙利斯，效力地區球會期間已展示出極佳射手潛力。1990年被摩納哥相中並即時加盟，1994年首次亮相職業賽。出色的表現令他獲得國家隊垂青，1998年獲得法國國家隊徵召出戰世界盃。之后他轉投尤文图斯，但是為球會擔任翼鋒的日子過得不如意，他便以1,050萬英镑轉會阿森纳。阿森纳成為亨利的成名地。雖然初時不太適應，但在之後的表現突飛猛進，幾乎包辦每個球季的球隊首席射手。與恩師温格共事日久下，他成為一名超級射手，效力阿森纳期間共射入228球。他亦曾為槍手贏得兩次英超冠軍及三次足總盃冠軍、兩度成為世界足球先生亞軍以及三度獲選英格蘭足球先生。在效力阿森纳的最後兩個球季，他成為球隊隊長，並帶領球隊殺入2006年歐洲聯賽冠軍盃決賽。
2007年6月，他以2400萬歐元的身價轉會至巴塞罗那。2009年，作為球隊重心的亨利隨隊贏得西甲、西班牙盃及欧洲冠军联赛，成為三冠王。連同其後的西班牙超級盃、歐洲超級盃和世界俱乐部杯，他成就了六冠王霸業。亨利亦五度入選歐洲足協年度最佳陣容。2010年，他轉投美国职业足球大联盟球會紐約紅牛，並助他們贏得東岸分區冠軍。2012年他以外借身份回巢阿森纳，效力兩個月。2013年，他助紐約紅牛贏得常規賽冠軍。2014年12月1日，亨利宣佈掛靴，結束他20年的足球生涯。
亨利在國家隊亦有出色的成就，先後贏得1998年世界盃、2000年歐洲國家盃和2003年洲際國家盃。2007年10月，他打破普拉蒂尼的國家隊入球紀錄，成為法国队史上首席射手。在球場外，由於有切身感受，亨利熱衷就種族歧視之議題發言。亨利與英籍模特兒妮歌·瑪莉（Nicole Merry）於2003年共諧連理並育有一名女兒，但兩人於2007年離婚。亨利亦擁有極高的商業價值，曾在2006年位列全球最有價值足球員第九名。

## 早年
蒂埃里·亨利擁有小安的列斯群島血統，他父親安托萬（Antoine）來自瓜德罗普，而母親瑪莉絲（Maryse）來自馬提尼克。他出生並成長於大巴黎地區的一個窮困鄉鎮于利斯，兒時生活雖然很艰苦，但那裡卻有很適合練球的場地，7歲的時候，亨利已展示出自己的潛能，在他啟蒙教練克勞迪·謝澤爾（Claude Chezelle）的推薦下加入了地區球隊CO里斯烏列斯（CO Les Ulis）。雖然他並未對足球產生濃厚的興趣，但父親強逼他參加訓練。1989年，他加入US帕拉素（US Palaiseau）隊，但一年後他父親和該隊鬧翻，所以亨利轉會威利-查迪倫（Viry-Châtillon）效力了兩年。US帕拉素的教練讓-馬里·彭沙（Jean-Marie Panza），亦是亨利的恩師，跟隨他一起轉會。

## 球會生涯

### 摩納哥（1992－1999年）及尤文图斯（1999年）
1990年，摩納哥派球探阿諾特·卡泰蘭奴（Arnold Catalano）觀看了亨利一場比賽。蒂埃里·亨利在比賽中攻入六球，并助球隊以6:0取勝。卡塔拉諾極力游說亨利加盟摩納哥，而且不用試腳。卡塔拉諾只要求亨利在摩納哥的附屬球會方亭足球學院完成一個課程，亨利在學校成績差劣，但學院總監仍勉為其難地准許他加入摩納哥青年軍，在那裡他首次遇到任職摩納哥主教練的温格。其後，亨利和摩納哥簽署了職業隊合約，在1994年8月31日不敵尼斯一戰首次踢職業賽。雖然温格認為亨利較適合擔任正前鋒，但還是將亨利放在左翼位置，因為他認為亨利擁有高速度、亦有不俗的控球和技術，面對閘衛比中堅較吃香。
在摩納哥初次啼聲後，亨利獲選為1996年法國年度最佳青年球員。1996/97球季法國甲組足球聯賽，他以9個聯賽入球助球隊贏得聯賽的冠軍。1997/98球季，他帶領球會打入歐聯四強，且以7個入球刷新法國紀錄。在他的第三個球季，他首度入選法國國家隊，10月11日，在主場對南非時首度上场，並協助國家隊2比1擊敗對手。1998年，國家隊領隊積基特挑選參加法國世界盃的大軍，雖然在賽事中主要以右翼身份上陣，但他以3個入球成為球隊首席射手並協助法國首奪世界盃冠軍。他在摩納哥表現穩定，這位年輕翼鋒在效力五季期間共上陣105場，並取得20個入球。
亨利在1999年1月離開摩納哥，以1,050萬英鎊轉會費加盟意大利勁旅尤文图斯。可惜亨利加盟後大多被安排出任他不太擅長的翼鋒位置，面對意式高紀律的定位防守，他顯得束手無策。全季他合共上陣16場，只射入3球。

### 阿森纳（1999－2007年）

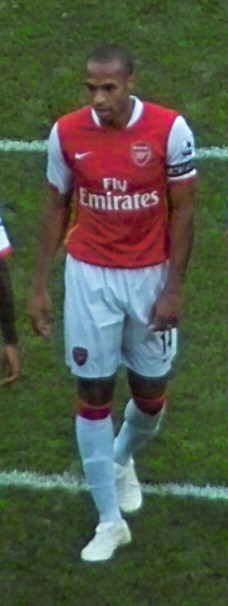
2005年，法國中場韋拉轉會至尤文图斯後，亨利接替其隊長一職。

由於不適應於意大利的生活，亨利由尤文图斯轉會至阿森纳，轉會費大約是1,100萬鎊，再次成為温格麾下的一員。在阿森纳，亨利銳變成世界級球員，雖然这次轉會不無爭議，但温格深信這是一個物有所值的收購。當時温格讓亨利頂替離隊的安歷卡擔任正前鋒位置，這個安排是一項長線投資。但當他在首八場聯賽「交白卷」之後，不少人質疑他不能適應英超的快速和體力化的風格。經過幾個月的失敗，亨利甚至承認他需要「重新學習射門技巧」。不過，種種懷疑已在球季完結時煙消雲散，他以全季26球的成績完成球季，令批評者大跌眼鏡。阿森纳在聯賽奪得亞軍，僅排在曼聯之後，並且取得1999/2000賽季歐洲足協盃亞軍。
代表法國隊在2000年歐洲國家盃取得冠軍後，亨利凱旋回歸，並對於新球季的比賽已磨刀霍霍。儘管入球和助攻數都不如加盟首季，但他在球隊表現有所突破，因他成為了球隊的首席射手。雖然坐擁聯賽頂級鋒線，但阿森纳再度被曼聯力壓而位列次席，在足總盃決賽亦以1:2不敵利物浦。亨利對於未能助球隊贏得錦標感到失望，多次表示渴望令阿森纳成為世界頂尖班霸。
球隊在2001/02年球季終於看到了勝利成果。阿森纳在聯賽以7分力壓利物浦而贏得冠軍，並在2002年足總盃決賽以2:0擊敗車路士奪標，亨利獲得加盟後的首項錦標。他亦成為聯賽神射手，並在各項賽事射入32球，帶領阿森纳成為雙料冠軍。很多人期望亨利能夠在2002年世界盃複製他在球會的成功，但作為衛冕冠軍的法國隊竟然在小組賽顆粒無收而包尾出局。

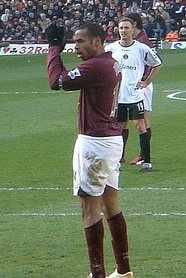
亨利在2006年對查爾頓的聯賽上陣。

2002/03年球季成為亨利的另一個豐收年，各項賽事錄得32入球23助攻的驚人成績。他帶領阿森纳成功衛冕足總盃，更成為決賽最佳球員。縱貫全季他一直在聯賽和曼聯射手雲尼斯達萊爭奪神射手之位，但最終以一球之差失落金靴獎。不過亨利仍獲得英格蘭足球先生及英格蘭球員先生兩大榮譽。持續冒升的表現終令他晉身世界最強之列，他獲選2003年世界足球先生第二名。
踏入2003/04年球季，阿森纳再次在聯賽加冕。這個球季阿森纳整體表現非常突出，亨利夥拍柏金、韋拉、皮利斯等球員，使「槍手」破天荒以38場未輸一場的姿態大熱奪冠，過百年以來首次有球隊能在頂級聯賽達成此創舉。亨利憑著優秀的表現，再度當選英格蘭雙料足球先生，又再一次獲封2004年世界足球先生亞軍。亨利全季各項賽事共射入39球，在各大聯賽傲視群雄，更贏得歐洲金靴獎。可是，和2002年一樣，法國隊未能在亨利的帶領下在2004年歐洲國家盃取得佳績。

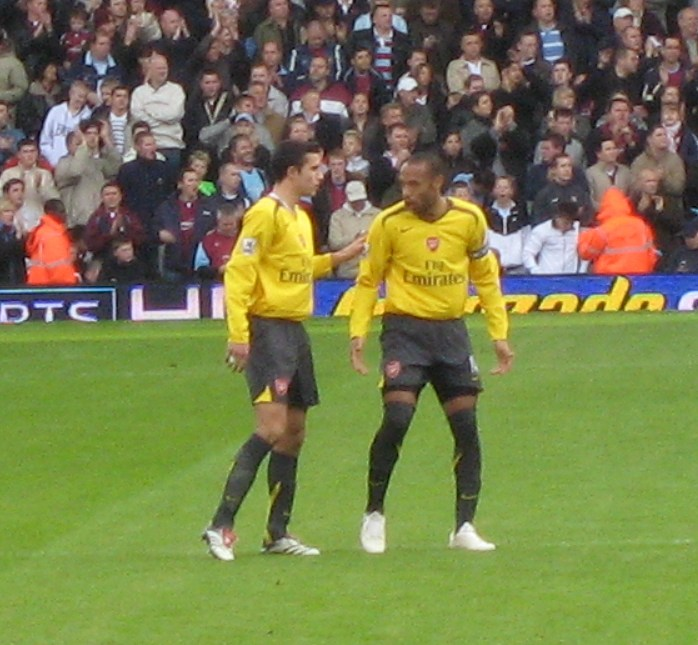
柏金退休後，亨利夥拍年輕荷蘭鋒將雲佩斯攻堅。

亨利在2004/05年球季再嘗挫敗，被車路士奪去冠軍寶座，未能蟬聯錦標。雖然如此，阿森纳仍然收穫了足總盃冠軍（但亨利在決賽因傷倦勤）。亨利入球率持續高企，各項比賽射入31球，依然是歐洲球壇最令人聞風喪膽的前鋒之一，他和維拉利爾的科蘭共享歐洲金靴獎，成為當今球壇上首位能在金靴獎兩連霸的球員。2005年，阿森纳隊長韋拉突然離隊，亨利需擔負隊長重責，不少人覺得亨利並不勝任這個位置，認為隊長由中場或後衛擔任較適合，因為他們在球場上坐擁較佳位置以观察赛况。除了獨任進攻核心，他還需帶領一班年輕「槍手」成長。
2005/06年球季，亨利再次在球會大放異彩。2005年10月17日，亨利成為球會歷史上入球最多的球員，他在歐聯對布拉格斯巴達時梅開二度，打破伊恩·胡禮185球的舊紀錄。2006年2月1日，他在對韋斯咸一仗中入球，令他的英超聯總入球達到151個，超越球會傳奇射手基夫·巴斯廷（Cliff Bastin）保持多年的紀錄。亨利取得在高貝利球場的第100個入球，是「前無古人，後無來者」的成就，他更在高貝利的最後一場正式比賽對韋根大演帽子戲法。亨利第四次成為聯賽神射手，第三度當選英格蘭足球先生，同時亦入選世界最佳陣容。
但亨利的表現無助阿森纳重奪聯賽冠軍，而爭冠希望也全落在歐聯上。但在決賽大部份時間領先的情況下，被巴塞罗那在球賽尾段連入兩球，以1:2落敗。再次與英超冠軍絕緣加上球隊陣容漸趨稚嫩，不少人認為亨利已萌生去意。可是，他宣佈和球會續約四年以表忠心，並稱會一直留在阿森纳直至退役。阿森纳副主席大衛·甸恩聲稱在續約前曾拒絕兩筆來自西班牙價值5,000萬鎊的出價。如果這宗轉會交易成事，變會打破世界轉會費紀錄。
亨利在2006/07年球季飽受傷患。雖然為阿森纳在本土賽事上陣17場，並射入10球，但他在二月赛季便提早报销。季中他因腳筋、腳部和背部的傷患而缺陣多時，但仍趕及在2006/07賽季歐洲聯賽冠軍盃對PSV燕豪芬時上場但落場不久便拉傷。翌日的掃描結果證實他因鼠蹊和胃部新患而須再養傷三個月，意味著他將會缺席本季餘下賽事。温格將亨利的傷患歸咎於2005/06球季的延長賽期，又重申亨利仍渴望跟隊友在來季再闖一番事業。

### 巴塞隆拿（2007年－2010年）

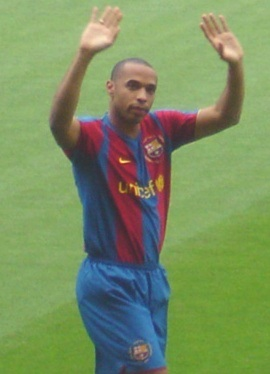
2008年，亨利在巴塞隆拿亮相。

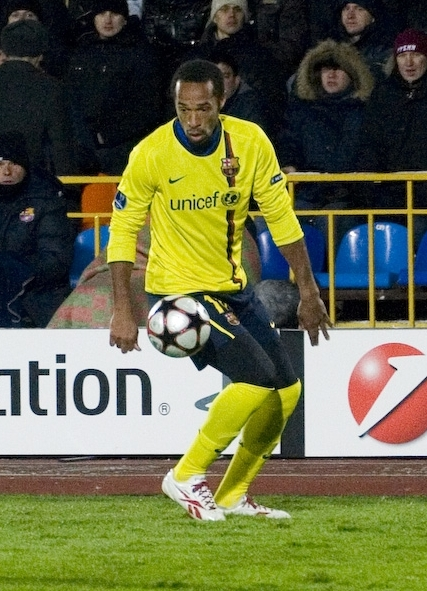
2008/09球季，亨利代表巴塞上陣。

2007年6月25日，亨利突然轉會巴塞罗那，轉會費為2,400萬欧元。雙方簽下4年合約，據報年薪高達680萬歐元。亦有披合約包指亨利的買斷價高達1.25億歐元。亨利指出甸恩的離開和温格在球會的前途並不樂觀，是他離隊的主因，並指自己經常說若離開阿森纳，必定是轉會巴塞罗那。雖然痛失偉大的隊長，阿森纳仍取得一個夢幻的開局。亨利又承認球隊有他的存在，只是對球隊的一個障礙。他指出：「因為我在隊中地位較高，事實上我作為隊長，時常對隊友們叫喊傳球，當他們傳球給我時，我卻不在最佳位置。所以在感覺上，我的離開反而對球隊起著正面作用。」亨利效力阿森纳8年期間共射入174個聯賽入球和42個歐洲賽入球，在2008年7月，阿森纳官方網頁舉辦「槍手最佳50名球員選舉」，亨利獲球迷投票選出成為阿森纳史上最佳球員。
在巴塞罗那，亨利一如在阿森纳般穿著14號球衣。2007年9月19日歐聯對里昂的賽事取得加盟以來首個正式入球，助巴塞罗那以3:0取勝，並在10日後的西甲對利雲特時首次為新東家上演帽子戲法。可是，亨利在整個球季經常被安排擔任翼鋒，他的入球率比起在阿森纳時遜色不少。對於首個球季的不如意，亨利難掩失望之情，並盛傳他會重返英超。在接受BBC的足球專訪時，亨利言談間亦吐出「回家」和「英國傳媒」等字眼。縱觀其首個球季，他以19個入球成為球隊神射手，亦以9個助攻位居隊中次席。
亨利在2008/09球季開始融入球隊踢法。2009年5月13日，球隊在西班牙盃決賽擊敗畢爾包後捧走其加盟以來的首項錦標。巴塞其後亦相繼贏得西甲和歐聯冠軍，成就三冠王霸業。而亨利与美斯和伊度奧组成的黃金锋线，表現光芒四射，三人在全季合共轟入100球。他們以合共72個聯賽入球，創造西甲史上的三人入球總數的新高，超越了皇馬三名鋒將、和迪蘇爾在1960/61球季時錄得的66球。接着亨利也協助巴塞隆拿再贏得西班牙超级杯、欧洲超级杯和世界冠軍球會盃冠軍，締造了史無前例的「六冠王」創舉。
2009/10球季，隨著年輕鋒將柏度·洛迪古斯的冒起，亨利的上陣次數大為減少，聯賽只錄得15場正選。在賽季完結前，時任巴塞主席拿樸達在2010年5月10日表明：「若亨利想，他可以在夏季轉會窗離開」。戰罷2010年世界盃歸隊後，巴塞隆拿官方證實已將亨利賣給一間未透露名字的球會，而亨利亦已與該球會達成協議。

### 紐約紅牛（2010年－2014年）

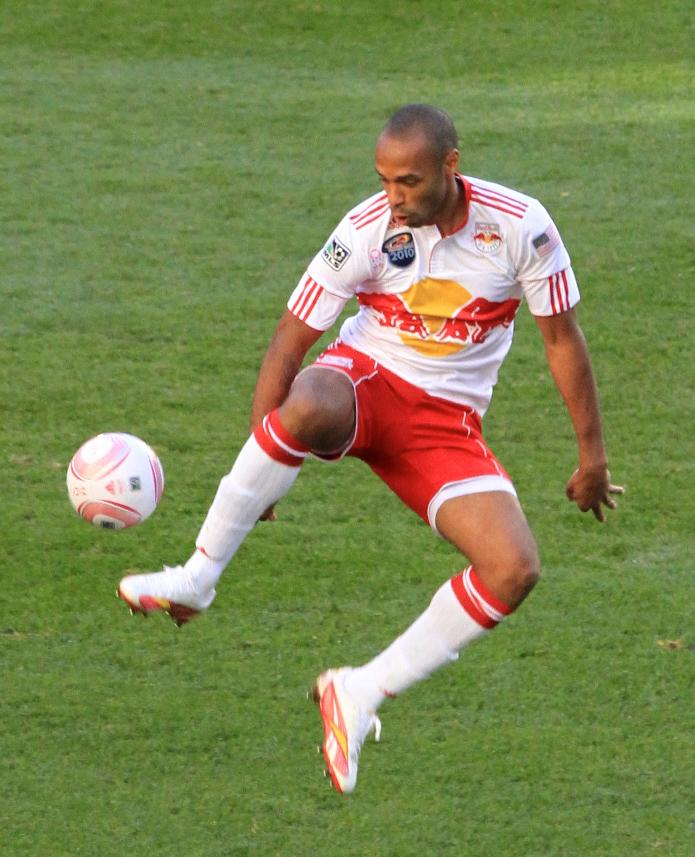
亨利為紐約紅牛披甲上陣

2010年5月15日，美國職業足球大聯盟球隊紐約紅牛宣佈與亨利簽訂了數年合約，亨利將以「特殊球員」（即不計入薪酬上限）身份加盟。7月31日球隊以2:2賽和對侯斯頓戴拿模的聯賽首次上陣並踢足全場，並作出兩個助攻，造就安祖梅開二度。8月28日對聖荷西地震的比賽取得加盟以來首個入球，助球隊以2:0取得勝利。他帶領球隊以一分之差壓過哥倫布機員，贏得東岸聯盟冠軍，但他們在季後賽八強卻以總比數2:3被聖荷西地震淘汰出局。在翌季，紅牛以總排名第10位完成常規賽，以及在季後賽四強出局。

### 外借回歸阿森纳（2012年）

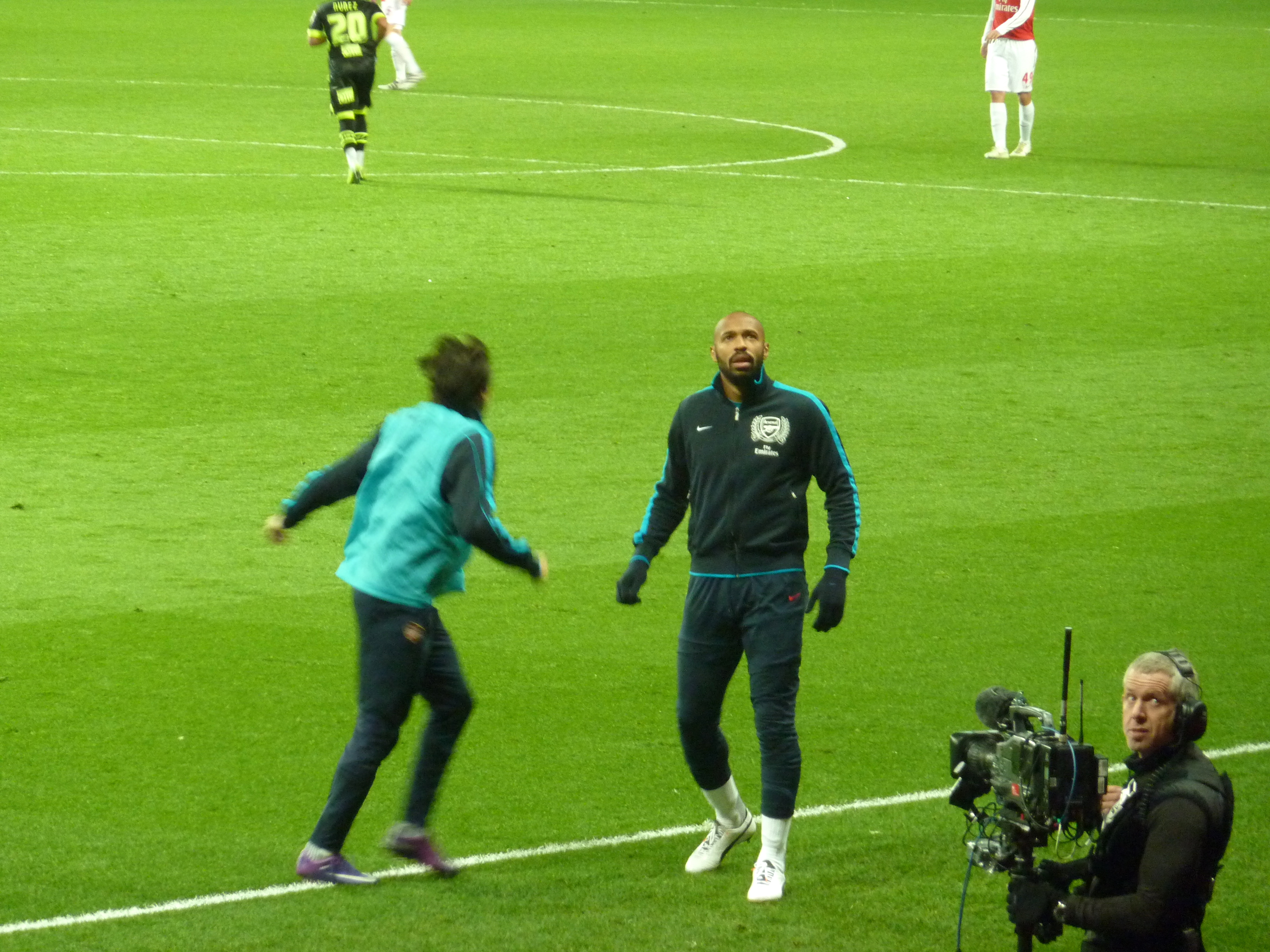
亨利正在熱身中，準備再一次穿上阿森纳的球衣上陣。

在美職聯休季期間返回阿森纳跟操一段時間後，亨利在2012年1月6日以兩個月的借用合約形式重返英雄地阿森纳，亨利這次加盟是為了填補謝雲奴和查馬克因徵戰非洲國家盃而暫時離隊的空缺。因14号球衣已经给了沃尔科特，他此次的球衣号为12号。亨利在他回巢後上陣的首場比賽便建功，在1月9日對列斯聯的足總盃第三圈賽事中一箭定江山。在租用期屆滿前對新特蘭的聯賽，他為球隊攻入致勝一球，助球隊以2:1取勝。

### 返回紐約紅牛（2012年－2014年）

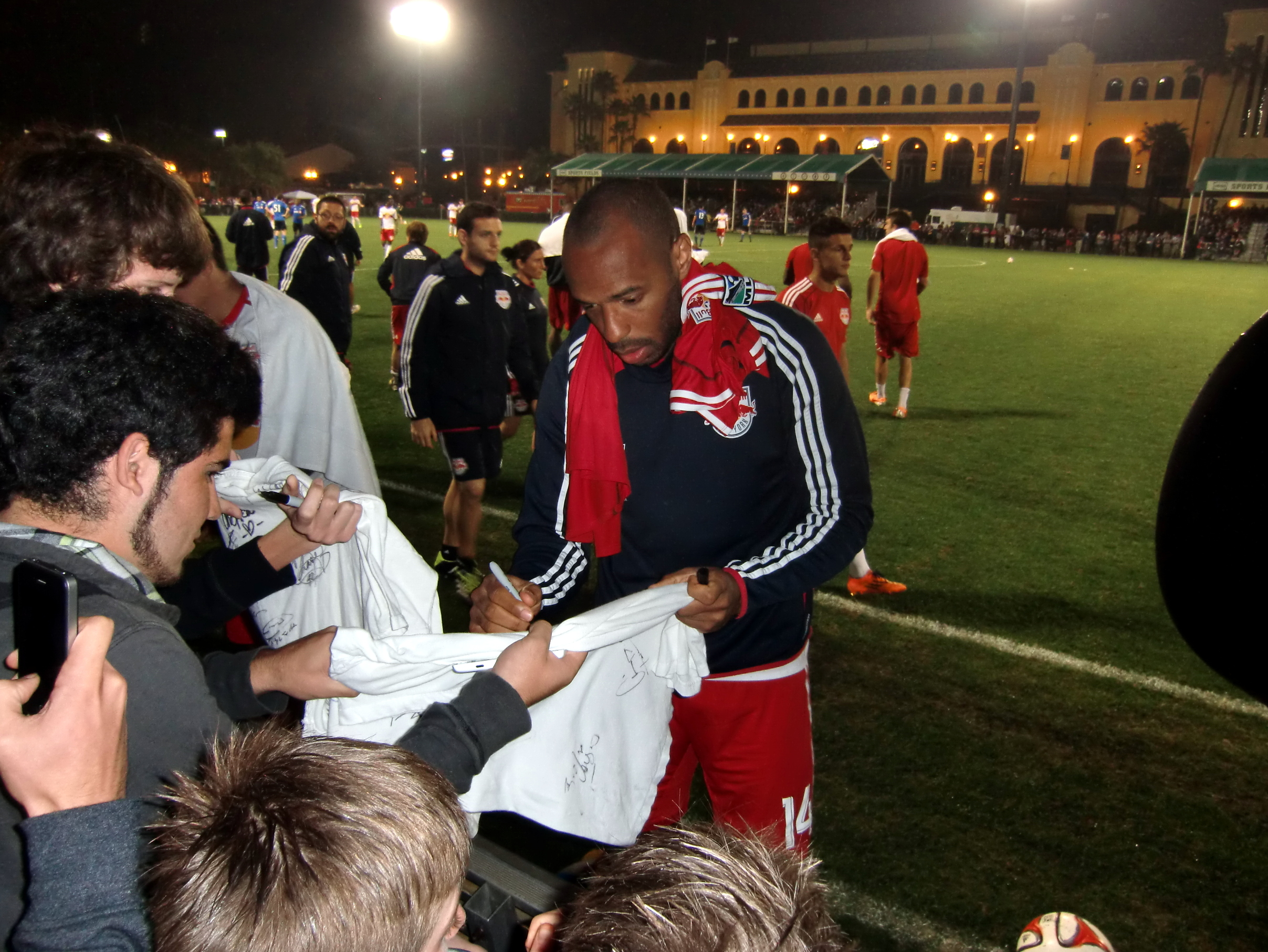
亨利正為球迷簽名，攝於2014年2月

2012年2月17日，亨利回到了紅牛備戰新球季。他的基本薪金為500萬美元（保證金560萬美元），超越剛被洛杉磯銀河減薪的碧咸，成為美職聯最高薪球員。到了2013年，亨利的底薪降至375萬，低於400萬的羅比·堅尼。但連獎金計算，他共得435萬美元，稍多於堅尼的433萬美元，因此亨利仍是薪金最高的球員。
在2012年3月31日，亨利首次在美職聯上演帽子戲法，協助球隊以5:2大勝蒙特利爾衝擊，他亦當選為三月最佳球員。而在2013年10月27日，亨利貢獻了一個入球和兩個助攻，幫助紐約紅牛在2013年球季最後一戰以5:2大破芝加哥火焰，並助球隊贏得創會17年來首個常規賽冠軍獎盃。
2014年7月21日，亨利取得一個入球和交出三個助攻，助球隊以4:1戰勝哥倫布機員。而37歲的亨利也因為這場賽事超越艾馬度·古亞華拉（Amado Guevara）和塔·拉莫斯（Tab Ramos），成為隊史助攻王。同年12月1日，紐約紅牛宣佈亨利已經結束他們四年半的賓主關係。12月16日，他宣佈掛靴。

## 掛靴後與教練生涯
亨利於2015年出任英國天空電視台的足球評論員，他在天空體育的年薪高達400萬英鎊。與此同時，他也擔任著阿仙奴U18教練的職位，後來於2016年7月辭去教練一職。
2016年8月，亨利加入比利時國家隊教練團，以助教身份協助比利時主帥。在NBC Sports的採訪中，比利時前鋒讚揚亨利與他的合作，他說：「亨利的到來是發生在我身上最棒的事情，他是自我18歲來到英格蘭以來最好的導師」。在2018年國際足協世界盃上，亨利助比利時取得隊史最佳的第三名。
法甲俱樂部摩納哥在2018年10月宣佈亨利就任該隊的主教練。但亨利接手摩纳哥之后，球队仍在积分榜后两名徘徊，僅三個月後，亨利下课，前主帅雅尔丁回归摩纳哥。2019年11月14日，亨利宣佈為美職聯的蒙特利爾衝擊執教，合約為期兩年，直至2021年賽季，並有可能延長一年至2022年。隔年2月25日在美職聯2021年球季前，亨利因疫情關係無法回到倫敦探望家人決定下課，其在衝擊的成績表為6勝11和2敗。2021年5月，亨利重回比利時國家隊教練團隊。其後在2023年2月因新領隊特德斯科上任而離職。同年5月，亨利成為法國21歲以下國家足球隊領隊，同時自動成為法國23歲以下國家足球隊領隊，並帶領球隊殺入2024年巴黎奧運會足球項目的決賽，惜最後於加時以3–5惜敗予西班牙，但仍以教練身份取得一面奧運銀牌。

## 國家隊生涯

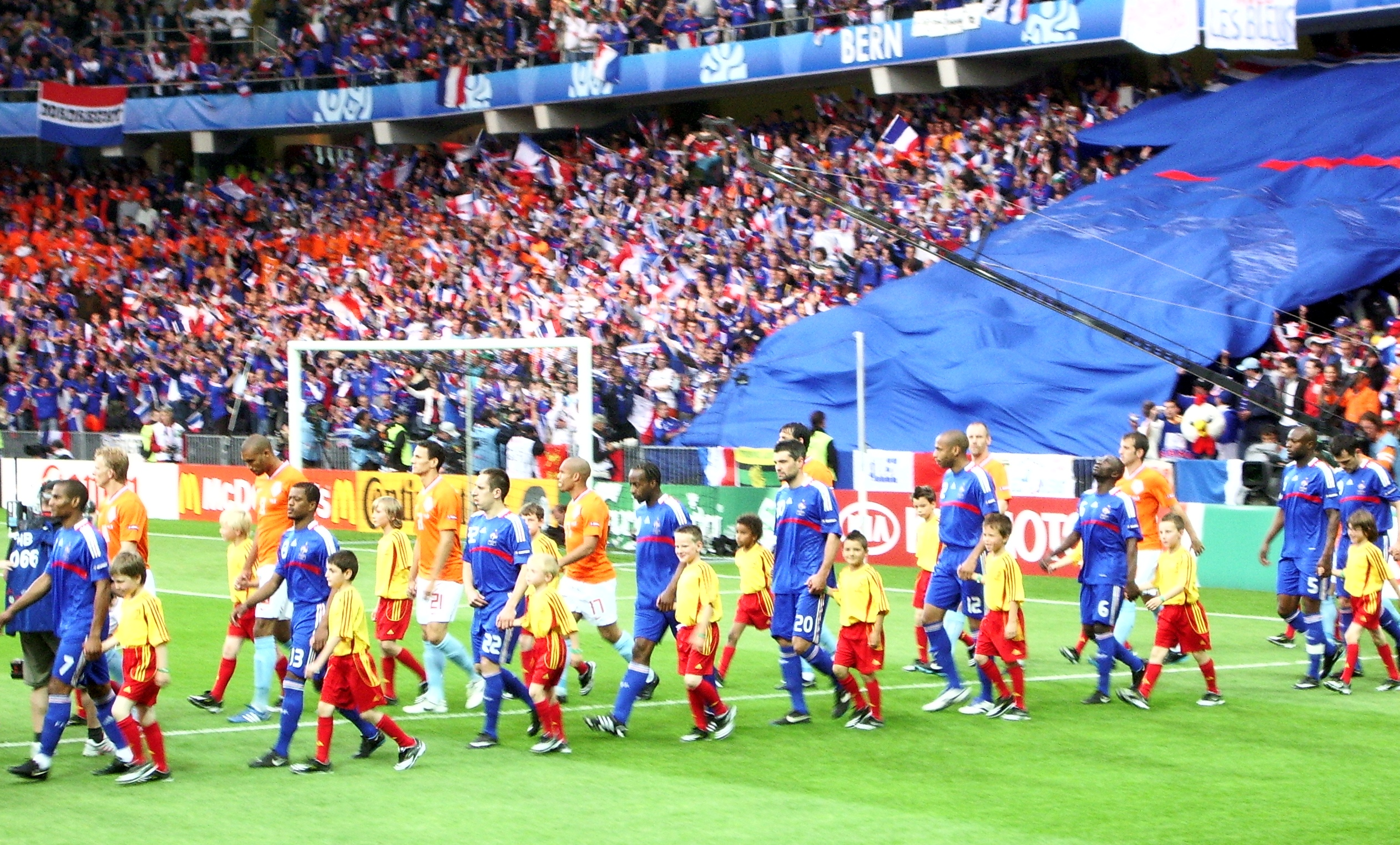
亨利（藍衣右四）在2008年歐洲國家盃法國對上荷蘭一戰上陣

亨利在法國國家隊亦有相當成功的發展。他在1997年6月展開其國際賽生涯，效力摩納哥時期，他曾被召入法國21歲以下國家隊出戰1997年世青盃，隊中還有日後國家隊的隊友加拿斯和查斯古特。在短短四個月之內，法國總教練積基特將他徵進一隊。亨利在20歲時在2:1擊敗南非的友誼賽首次為國家隊上陣，亨利的表現取悅了積基特，更將他徵召至1998年世界盃的法國大軍名單。儘管亨利在國際賽的水平仍屬未知之數，但他最終在決賽週以3個入球成為球隊首席射手。在決賽大勝巴西3:0一戰，亨利本來被安排在比賽末段後備上陣，但因為迪西里被兩黃一紅趕離場，使法國隊後來換入韋拉以加強防守，令他未能上陣。在1998年的巴士底日，他獲頒發法國最高榮譽——法國榮譽軍團勳章。
亨利是2000年歐洲國家盃中法國隊的成員，他在賽事中共射入3球，包括四強擊敗葡萄牙一戰，再次成為法國隊的首席射手。決賽對意大利一戰，憑著查斯古特在加時賽射入一個黃金入球擊敗對手，使亨利贏得個人第二次國際賽錦標。
在2002年世界盃成為法國隊主力球員的亨利，意外地提早「畢業」。衛冕的法國隊在小組賽三場賽事一球也進不了的慘況之下，黯然出局
。首場分組賽中，法國隊在揭幕戰以0:1敗給塞內加爾，在第二場分組賽對烏拉圭一戰，亨利因危險鏟球而被球證直接以紅牌趕離場。在這場賽事中，法國和烏拉圭上演一場沉悶之戰，兩隊以0:0悶和。最後一場分組賽，對手是丹麥，亨利被罰停賽無緣上陣，最終法國隊以0:2敗北。
亨利在2003年洲際國家盃中返回國家隊。儘管陣內沒有如施丹、韋拉等大球星，法國仍能贏得冠軍，亨利在本屆賽事中有傑出的表現，在5場賽事之中，3場賽事獲選為由國際足協技術研究小組選出的最佳球員。在決賽，亨利在加時賽中射入黃金入球，助法國隊以1:0擊敗喀麥隆，捧走冠軍獎盃。此外，亨利贏得賽事兩大個人獎項，分別是愛迪達金球獎，頒授給賽事最突出表現球員，以及愛迪達金靴獎，頒授給賽事的神射手，亨利在本屆賽事共射入4球。

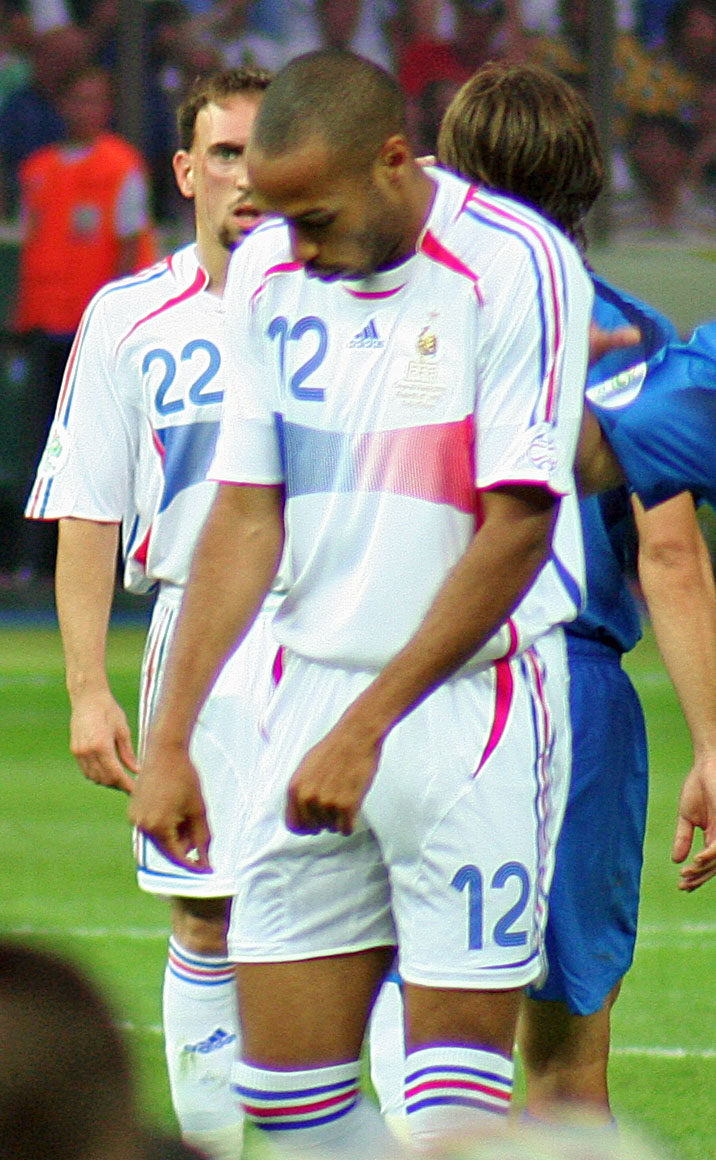
為法國於2006年世界盃上陣的亨利，旁邊的是里贝里

在2004年歐洲國家盃，法國所有賽事亨利悉數在陣，並取得兩個入球。法國隊在小組賽擊敗英格蘭，但在半準決賽爆冷以0:1被該屆賽事最終冠軍希臘擊敗。2006年世界盃期間，亨利成為陣內必然正選。他以單箭頭形式上陣，但儘管法國隊在初期的賽事不太順利，亨利最終亦成為本屆世界盃眾多神射手之一。他射入3個入球，包括在半準決賽以1:0擊敗世界盃常客巴西隊中一箭定江山。可是，法國隊在決賽戰至互射十二碼階段，以3:5敗給意大利隊。亨利因為他在早前因腿部抽筋而被換出，所以沒有參與互射十二碼。亨利入選賽事金球獎的十人候選名單，但此榮譽最終被賽後宣佈退休的隊友施丹奪得，他亦獲選2006年國際職業足球員協會選出的世界最佳十一人。
2007年10月13日，亨利在對魚腩部隊法羅群島一戰中取得國家隊生涯的第41球，追平名宿普拉蒂尼所保持的國家隊最多入球的紀錄。四日後在路易豐特諾球場主場迎戰立陶宛中，亨利在賽事末段梅開二度，從此成為國家隊入球紀錄的新保持者。2008年6月3日，法國隊對哥倫比亞，亨利為國上陣滿100場，成為第六位達到此里程碑的法國球員。
亨利錯過2008年歐洲國家盃中法國隊首場賽事，小組賽提早出局的法國隊在本屆陷入死亡之組，同組對手有意大利、荷蘭和羅馬尼亞。他為法國隊射入該國在本屆賽事的唯一入球，是在1:4大敗荷蘭隊的賽事中破蛋，結果法國隊在四隊中排在包尾，黯然出局。
2009年11月19日，亨利在2010年世界杯決賽週附加賽對愛爾蘭的次回合中運用「上帝之手」把球傳給隊友加拿斯頂入網，使法國以兩回合計2:1的比數直接晉級決賽週，事後引起愛爾蘭舉國上下的不滿，愛爾蘭足總曾要求重賽，惟國際足協未有推翻判決，事件令亨利的聲譽嚴重受損。亨利回應事件指他想因此結束國家隊生涯，但堅持自己沒有「作弊」。在國際足協否決進行重賽的數小時後，亨利才指「重賽是最公平的解決方法。」國際足協主席白禮達形容事件是一場「胡鬧的不公平比賽」，並宣布將研究如何避免同類事件再發生，亦指紀律委員會將會徹查事件。白禮達亦透露亨利曾對他提及在事件發生後的一段時間，他的家人接到死亡恐嚇。2010年1月，國際足協宣布將不就事件對亨利作出處分。
2010年世界杯決賽週，亨利的隊長一職被艾華取代，在比賽中也未能获得首发上场的机会，在首場分組賽0-0賽和烏拉圭的賽事中後備上陣，隨後球隊0-2不敵墨西哥後，法國隊陷入混亂，隊友安歷卡被領隊杜明尼治批評後，甚至侮辱主教练杜明尼治是“肮脏的婊子养的”，結果被即時替換下場。隨後法國足協宣布將他驅逐出隊，其後安歷卡也宣布退出法國國家隊。意想不到的是，大部份隊友也不齒法國足協所為，隊長艾華帶領全體球員決定集體罷操作回應，而引致後來的「法國兵變事件」。最後一場分組賽亨利再次以後備上陣，最後法國以1-2不敵南非，結果法國在僅得1分的情況下，繼2002年世界盃後再次於分組賽出局。
2010年5月15日，亨利在加盟紐約紅牛的新聞發佈會上發出聲明，宣佈正式退出法國國家隊，結束13年的國腳生涯。亨利是代表國家隊入球最多的球員，攻入51球，出陣數則排在第二位，代表法國出陣123次，僅次於。

## 比賽風格

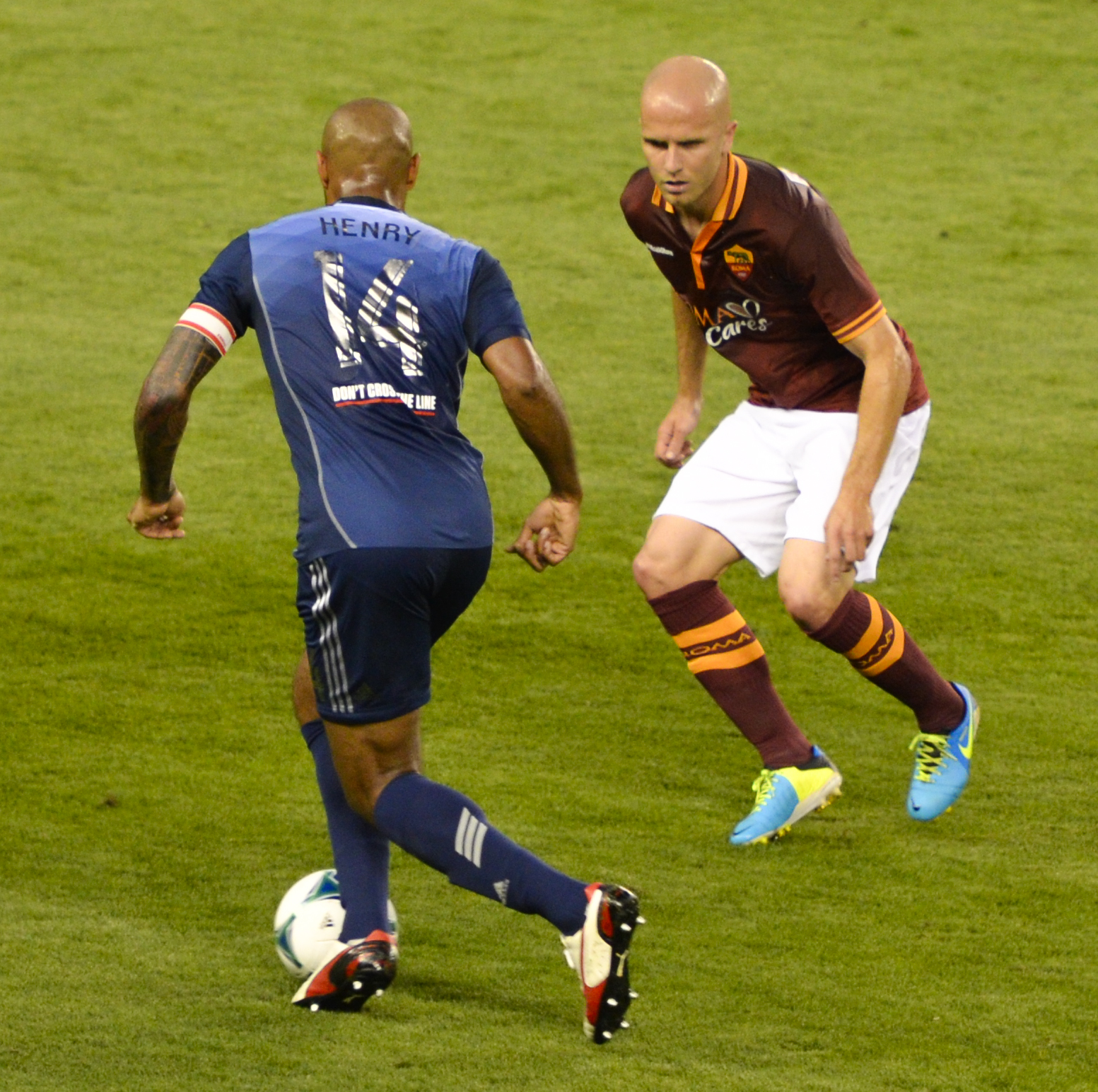
亨利於2013年為MLS全明星隊上陣

亨利在小時候經常擔任前鋒，但在他效力摩納哥和尤文图斯時卻屢屢被安排出任翼鋒。而當亨利在1999年加盟阿森纳後，温格立即改變現狀，將他擺回兒時一直擔任的前鋒位置，和荷蘭名將柏金合作組成雙箭頭攻堅。在2004/05年球季，温格將阿森纳的陣式轉為4-5-1。這個轉變使亨利被逼重新適應以再融入球隊，而他就在之後多場比賽中擔任單箭頭。但亨利仍然是阿森纳陣中最有威脅的進攻球員，亦射入不少世界波。温格曾說過：「亨利可以從中圈直接將球射入網，世界上沒有其他人可以做到的。」
亨利另一項備受讚譽的表現，就是他往往能輕鬆把單刀轉化成入球。據其父親憶述，亨利透過觀看偶像范巴斯滕的精準射門片段並從中學習。他亦深受羅馬里奧、朗拿度和非洲球星韋亞的影響，這三名前鋒在1990年代重新演繹正中鋒的特質－－他們先從禁區外取得球權，然後進行突破並伺機攻門。在亨利的全盛時期，他常利用驚人的速度、技術和冷靜扭過對手，令他時常擺脫對方守衛而取得入球。
除了擔任前鋒之外，亨利亦偶爾被安排擔任左翼，這有時會令他的助攻數字大幅上升：在2002/03至2004/05球季之間，這位射手合共貢獻50次助攻，這歸功於他的無私踢法和創造力。亨利在參與進攻時亦會先站在越位位置，以蒙騙防守他的後衛，然後在傳球者起腳前急速跑回非越位位置，突破越位陷阱，但他從未為阿森纳帶來明顯的高空優勢。全面的亨利同時能勝任翼鋒和正前鋒，他的風格與典型的「入球機器」迥異，但仍無阻他成為歐洲最多產的射手之一。在死球方面，亨利是球隊主射自由球和十二碼的首選，他亦藉此取得不少入球。

## 榮譽
亨利在他的足球生涯上獲得很多獎項和榮譽。他在2003年和2004年的世界足球先生選舉皆進入三甲位置，在該兩季間，他亦獲選為英格蘭球員先生。亨利是唯一獲選三次英格蘭足球先生的球員，分別是2003年、2004年和2006年和連續四年當選法國足球先生。亨利亦獲選2003年舉行的英超之十年外援球員陣容，和在2004年被巴西球王選出的足球史上125位最偉大在世足球員。
在入球的獎項上，亨利是2004年和2005年的歐洲金靴獎得主（2005年和維拉利爾球員科蘭共享榮譽），為首位球員蟬聯此獎。亨利在英超有四個球季成為神射手（2002年、2004年、2005年和2006年）。在2006年，他成為首位球員連續五季射入超過20球的球員（從2002年至2006年）。亨利是現時英超歷史上入球最多的球員中排名第三，只在紐卡素的舒利亞和曼聯的高爾之後。憑著他的非凡成就，這位法國隊首席射手被很多教練、球員和名宿等認為他是全世界最出色的球員之一。於2007年11月，他被足球統計者協會評為史上最偉大足球員中的第33位。阿森纳的球迷們都非常尊敬這位前射手，在2008年投選亨利為阿森纳史上最偉大球員。總訪問人數達32,000人的2008年巴克萊全球球迷報告，亨利被投選為最受歡迎英超球員2009年，亨利被投選為2000年代英超最佳球員2011年12月10日，阿森纳因應創會125周年紀念，在酋長球場門外豎立亨利的銅像。

## 獎項
亨利在職業生涯共獲得以下獎項：

### 球員
| 摩納哥 - 法国足球甲级联赛 冠軍：1996/97年 阿森纳 - 英格兰足球超级联赛 冠軍：2001/02年、2003/04年 - 英格蘭足總盃 冠軍：2001/02年、2002/03年、2004/05年 - 英格蘭慈善盾 冠軍：2002年、2004年 巴塞隆拿 - 西班牙甲組足球聯賽 冠軍：2008/09年、2009/10年 - 西班牙國王盃 冠軍：2008/09年 - 歐洲聯賽冠軍盃 冠軍：2008/09年 - 西班牙超级杯 冠军：2009年 - 欧洲超级杯 冠军：2009年 - 世界冠軍球會盃 冠軍：2009年 紐約紅牛 - 美職常規賽 冠軍：2013 法國國家隊 - 国际足球联合会世界盃 - 冠軍：1998年 - 歐洲國家盃 - 冠軍：2000年 - 国际足球联合会洲際國家盃 - 冠軍：2003年 | 個人獎項 - 歐洲國家盃最佳陣容：2000年 - 洲際國家盃神射手：2003年 - 洲際國家盃金球獎：2003年 - 世界盃明星隊：2006年 - 法甲年度最佳青年球員：1996–97年 - 英格蘭球員先生：2002–03年、2003–04年 - 歐洲金靴獎：2004年、2005年 - 英格蘭超級足球聯賽金靴獎 ：2001–02年、2003–04年、2004–05年、2005–06年 - 英格蘭超級足球聯賽赛季最佳球员 ：2003-2004、2005-2006 - 《十一人雜誌》歐洲足球先生：2003年、2006年 - 英格兰职业足球员协会年度最佳陣容：2001年、2002年、2003年、2004年、2005年、2006年 - 英格蘭足球先生：2002–03年、2003–04年、2005–06年 - 年度世界最佳十一人前鋒：2006年 - 歐洲足協年度最佳陣容（UEFA Team of the Year）：2001年、2002年、2003年、2004年、2006年 - 法國足球先生：2000年、2003年、2004年、2005年、2006年 - 英格蘭足球名人堂：2008年 - 最佳入球：2003年 - 英超每月最佳球員：2000年4月、2002年9月、2004年1月、2004年4月 - 2004年3月獲選入在世的最偉大的125名球員名單 - 時代百大人物： 2007年 - 英超10年最佳外援球員陣容：1992–92年-2001–02年 - 國際足協世界足球先生 - 亞軍：2003年、2004年 - 欧洲足球先生 - 亞軍：2003年 - 季軍：2006年 - 金球獎 - 冠军：2003年、2006年 - IFFHS世界最佳国际射手 - 冠军：2003年 - 英格蘭超級足球聯賽名人堂 - 2021年 法國U-23 - 男子足球 - 銀牌：2024 - 法國榮譽軍團勳章：1998年 |

## 球場外

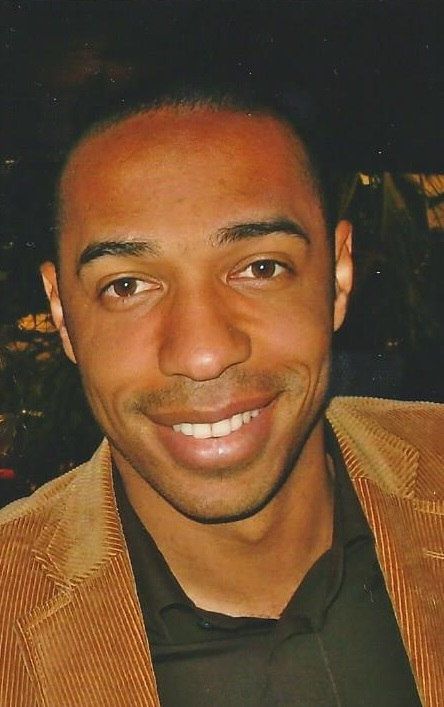
2007年的亨利

### 個人和家庭生活
亨利在2003年7月5日娶了英国的模特兒妮歌·瑪莉（Nicole Merry）為妻，兩人在拍攝雷诺廣告時認識。結婚儀式在海克利爾城堡舉行，2005年5月27日，兩夫婦誕下了他們首個女兒——提亞（Téa）。在女兒出生後，亨利對紐卡素取得入球，然後他用手指做了一個「Ｔ」字手勢，將入球獻給女兒。亨利仍在阿森纳時，他花費595萬英镑買了北倫敦漢普斯特得一座有6個睡房的別墅。可是，在他加盟巴塞罗那後不久，他宣佈和瑪莉离婚；離婚暫准判令於2007年9月正式生效。2008年，法庭判令亨利須向瑪莉支付一筆過1000萬英鎊的贍養費。亨利現時正與波斯尼亞模特兒安德雅·娜婕絲（Andrea Rajačić）約會。
亨利亦是NBA的球迷，在不用比賽時，有時會觀賞其同胞兼好友東尼·柏加的賽事。亨利在訪問時表示他對籃球運動十分欣賞，其速度和刺激性可與足球比擬。在過往亨利亦曾數次觀賞NBA總決賽，他在2007年NBA總決賽入場觀戰，為柏加和其所屬的聖安東尼奧馬刺打氣；2001年NBA總決賽，他到了費城協助法國電視台轉播比賽，以及觀看艾佛遜和所效力的费城76人比賽，艾佛遜是他最喜歡的籃球員之一。

### 社會參與
亨利是联合国儿童基金会－世界足協聯隊的成員之一。他和其他頂級足球員一起，在全球各地有過億球迷關注的2002年與2006年世界盃期間一些電視節目中亮相，球員們以遊戲形式推廣足球，而這是為了孩童的利益。
過往曾飽受種族歧視的亨利，經常就「足球壇種族歧視」這個話題發表意見。亨利在多次遭受種族歧視的事件之中，較為人印象深刻的一次是於2004年，當西班牙國家隊正在操練時，西班牙一個電視台的工作人員捕捉到西班牙教練阿拉干尼斯以反語激勵雷耶斯，說他在阿森纳的隊友亨利是「愚蠢的黑人」。事件引來英国媒體一片嘩然，紛紛要求阿拉干尼斯下台。亨利和耐克合作發起了「坐言起行」（Stand Up Speak Up）行動，旨在消除任何由種族歧視而引起的爭議，包括今次的事件。之後，在2007年，時代雜誌將他列入2007年時代百大人物中的「英雄與時代先鋒」（Heroes & Pioneers） 。

### 其他事業
亨利在2002年與另外45名球員一同參與國際足協的「為愛而生聯盟」（Live for Love United）單曲灌錄。單曲同時用作推廣愛滋病研究。亨利亦支持囊腫性纖維化基金會（Cystic Fibrosis Foundation）和囊腫性纖維化信託基金（Cystic Fibrosis Trust）。

### 商業活動和贊助
2006年，亨利排在世界最具商業價值的足球員第九位，在職業生涯期間曾接受多項商業贊助及拍攝廣告，也是英超最富有球員的第八位，擁有2,100萬英镑家產。
Nike
在職業生涯早期，他已與體育用品巨擘Nike簽約。2002年日韓世界盃前夕，Nike承勢推出「神秘大賽」（Secret Tournament）宣傳活動，由泰利·基廉（Terry Gilliam）擔任導演。在廣告中， 亨利與包括朗拿度、朗拿甸奴、費高、羅拔圖·卡路士及日本球星中田英壽在內的合共25名球星合演，並由已退休的簡東拿擔任賽事「球證」。在2004年的一個廣告中，亨利與龍格堡、和戴維斯在睡房和客廳等地方大玩技術比拼。這個廣告的部份创意是由亨利所提出來的，他指足球總是在自己身边，即使在家亦如是。2006年世界盃開始前，他參與了「Joga Bonito」（即在葡萄牙語「玩得漂亮」的意思）活動。
銳步
世界盃後，亨利和耐克的合約完結，便轉為和銳步簽署新合約，參與「我就是我」（I Am What I Am）活動。作為銳步娛樂「結構系列」片集之一，亨利在一集半小時的節目中擔任星級嘉賓，詳細講解他拍攝由西班牙女演員帕莎·維嘉導演的一個商業廣告之製作花絮。
雷諾
亨利接拍雷諾跑車的廣告時使用詞語「va-va-voom」以為人所熟悉，它的意思是「生命」和「激情」。在廣告中他展現了對其女友（後為妻，現已離婚）瑪莉的浪漫。這個詞語後來被收錄在牛津簡明英語詞典。
吉列
2007年2月，亨利成為吉列的「冠軍計劃」（Champions program）三位代言人之一，與費達拿和老虎活士合作。那個計劃的目的是突出三人「著名、廣受世界尊重和成功今天成功的運動員」。
Puma
2011年亨利改穿Puma波鞋，2011年美職明星賽對曼聯時首次穿著，之後他便和Puma簽下數年合約以贊助其球鞋、日常鞋和服飾。他在酋長盃對母會阿森纳，是他首次穿著Puma球鞋作正式比賽之用。
百事
2005年，亨利聯同碧咸及朗拿甸奴合作拍攝百事可樂的「挑戰更多」（Dare For More）廣告。
Beats
亨利在2014年與尼馬和蘇亞雷斯齊亮相耳筒品牌Beats的廣告上，主題是「遊戲前的遊戲」，他們進行了遊戲前的「聽音樂」儀式。
電玩遊戲
亨利曾先後為EA Sports的FIFA系列作品FIFA 2001至FIFA 2005的不同版本擔任封面人物。他亦是Konami的實況足球遊戲的系列作實況足球4至實況足球6的封面人物。

## 統計數字

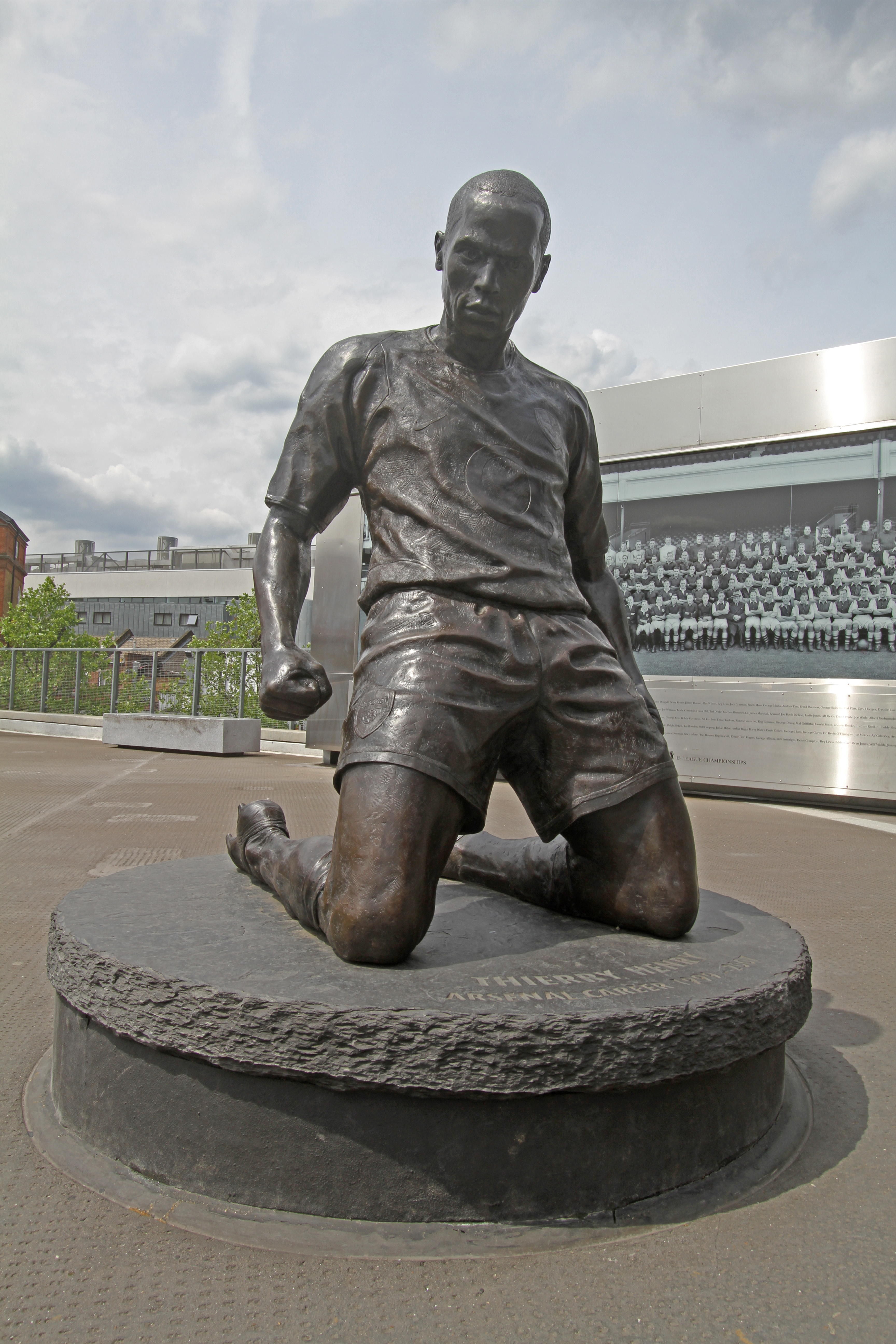
紀念蒂埃里·亨利的雕像，位於酋長球場外

### 球會
（截至2014年11月10日）
| 球會            | 球季         | 聯賽 | 聯賽 | 聯賽 | 盃賽 | 盃賽 | 盃賽 | 洲際賽 | 洲際賽 | 洲際賽 | 合計 | 合計 | 合計 |
| 球會            | 球季         | 上陣 | 入球 | 助攻 | 上陣 | 入球 | 助攻 | 上陣   | 入球   | 助攻   | 上陣 | 入球 | 助攻 |
| --------------- | ------------ | ---- | ---- | ---- | ---- | ---- | ---- | ------ | ------ | ------ | ---- | ---- | ---- |
| 摩納哥          | 1994–95      | 8    | 3    | 1    | 0    | 0    | 0    | 0      | 0      | 0      | 8    | 3    | 1    |
| 摩納哥          | 1995–96      | 18   | 3    | 5    | 3    | 0    | 1    | 1      | 0      | 0      | 22   | 3    | 6    |
| 摩納哥          | 1996–97      | 36   | 9    | 8    | 3    | 0    | 1    | 9      | 1      | 4      | 48   | 10   | 13   |
| 摩納哥          | 1997–98      | 30   | 4    | 9    | 5    | 0    | 2    | 9      | 7      | 1      | 44   | 11   | 12   |
| 摩納哥          | 1998–99      | 13   | 1    | 3    | 1    | 0    | 0    | 5      | 0      | 2      | 19   | 1    | 5    |
| 摩納哥          | 合計         | 105  | 20   | 26   | 12   | 0    | 4    | 24     | 8      | 7      | 141  | 28   | 37   |
| 尤文图斯        | 1998–99      | 16   | 3    | 2    | 3    | 0    | 0    | 0      | 0      | 0      | 19   | 3    | 2    |
| 尤文图斯        | 合計         | 16   | 3    | 2    | 3    | 0    | 0    | 0      | 0      | 0      | 19   | 3    | 2    |
| 阿森纳          | 1999–00      | 31   | 17   | 9    | 5    | 1    | 0    | 12     | 8      | 0      | 48   | 26   | 9    |
| 阿森纳          | 2000–01      | 35   | 17   | 3    | 4    | 1    | 0    | 14     | 4      | 0      | 53   | 22   | 3    |
| 阿森纳          | 2001–02      | 33   | 24   | 5    | 5    | 1    | 2    | 11     | 7      | 0      | 49   | 32   | 7    |
| 阿森纳          | 2002–03      | 37   | 24   | 23   | 6    | 1    | 0    | 12     | 7      | 1      | 55   | 32   | 24   |
| 阿森纳          | 2003–04      | 37   | 30   | 9    | 4    | 4    | 2    | 10     | 5      | 3      | 51   | 39   | 14   |
| 阿森纳          | 2004–05      | 32   | 25   | 15   | 2    | 0    | 1    | 8      | 5      | 1      | 42   | 30   | 17   |
| 阿森纳          | 2005–06      | 32   | 27   | 7    | 2    | 1    | 0    | 11     | 5      | 2      | 45   | 33   | 9    |
| 阿森纳          | 2006–07      | 17   | 10   | 6    | 3    | 1    | 1    | 7      | 1      | 0      | 27   | 12   | 7    |
| 阿森纳          | 合計         | 254  | 174  | 77   | 31   | 10   | 6    | 84     | 42     | 9      | 369  | 226  | 92   |
| 巴塞隆拿        | 2007–08      | 30   | 12   | 9    | 7    | 4    | 0    | 10     | 3      | 2      | 47   | 19   | 11   |
| 巴塞隆拿        | 2008–09      | 30   | 19   | 8    | 1    | 1    | 0    | 12     | 6      | 3      | 43   | 26   | 11   |
| 巴塞隆拿        | 2009–10      | 21   | 4    | 2    | 3    | 0    | 0    | 8      | 0      | 1      | 32   | 4    | 3    |
| 巴塞隆拿        | 合計         | 80   | 35   | 19   | 11   | 5    | 0    | 30     | 9      | 7      | 121  | 49   | 26   |
| 紐約紅牛        | 2010         | 11   | 2    | 3    | 1    | 0    | 0    | 0      | 0      | 0      | 12   | 2    | 3    |
| 紐約紅牛        | 2011         | 26   | 14   | 4    | 3    | 1    | 1    | 0      | 0      | 0      | 29   | 15   | 5    |
| 紐約紅牛        | 2012         | 25   | 15   | 12   | 2    | 0    | 0    | 0      | 0      | 0      | 27   | 15   | 12   |
| 紐約紅牛        | 2013         | 30   | 10   | 9    | 2    | 0    | 1    | 0      | 0      | 0      | 35   | 10   | 10   |
| 紐約紅牛        | 2014         | 30   | 10   | 14   | 0    | —    | —    | —      | —      | —      | 135  | 52   | 11   |
| 紐約紅牛        | 合計         | 122  | 51   | 39   | 13   | 1    | 2    | —      | —      | —      | 135  | 52   | 41   |
| 阿森纳 （外借） | 2011–12      | 4    | 1    | 1    | 2    | 1    | 0    | 1      | 0      | 0      | 7    | 2    | 1    |
| 阿森纳 （外借） | 合計         | 258  | 175  | 78   | 33   | 11   | 6    | 85     | 42     | 9      | 376  | 228  | 93   |
| 職業生涯合計    | 職業生涯合計 | 572  | 284  | 166  | 72   | 17   | 12   | 139    | 59     | 23     | 792  | 360  | 199  |

### 國家隊
（截至2011年12月23日）
| 國家隊 | 球季 | 上陣  | 入球 |
| ------ | ---- | ----- | ---- |
| 法國   | 1997 | 1     | 0    |
| 法國   | 1998 | 10    | 3    |
| 法國   | 1999 | 0     | 0    |
| 法國   | 2000 | 14[A] | 5    |
| 法國   | 2001 | 7     | 3    |
| 法國   | 2002 | 10    | 3    |
| 法國   | 2003 | 14    | 11   |
| 法國   | 2004 | 13    | 3    |
| 法國   | 2005 | 6     | 3    |
| 法國   | 2006 | 16    | 8    |
| 法國   | 2007 | 6     | 5    |
| 法國   | 2008 | 11    | 4    |
| 法國   | 2009 | 9     | 3    |
| 法國   | 2010 | 6     | 0    |
| 合計   | 合計 | 123   | 51   |

註
A 包括2000年8月16日對「世界最佳十一人」的賽事。這場比賽均受到國際足協和法國足球總會承認為正式友誼賽。

#### 入球紀錄
法國隊的比分及入球列前。
| #   | 日期           | 場地                             | 對手         | 入球 | 比分 | 比賽                   |
| --- | -------------- | -------------------------------- | ------------ | ---- | ---- | ---------------------- |
| 1.  | 1998年6月12日  | 馬賽，韋洛德羅姆球場             | 南非         | 3–0  | 3–0  | 1998年世界盃           |
| 2.  | 1998年6月18日  | 聖坦尼，法蘭西體育場             | 沙烏地阿拉伯 | 1–0  | 4–0  | 1998年世界盃           |
| 3.  | 1998年6月18日  | 聖坦尼，法蘭西體育場             | 沙烏地阿拉伯 | 3–0  | 4–0  | 1998年世界盃           |
| 4.  | 2000年3月29日  | 格拉斯哥，咸普頓公園球場         | 苏格兰       | 1–0  | 2–0  | 友賽                   |
| 5.  | 2000年6月6日   | 達爾貝達，穆罕默德五世球場       | 摩洛哥       | 1–0  | 5–1  | 友賽                   |
| 6.  | 2000年6月11日  | 布呂赫，揚·布雷德爾球場          | 丹麦         | 2–0  | 3–0  | 2000年歐洲國家盃       |
| 7.  | 2000年6月16日  | 布呂赫，揚·布雷德爾球場          | 捷克         | 1–0  | 2–1  | 2000年歐洲國家盃       |
| 8.  | 2000年6月28日  | 布魯塞爾，保杜連國王球場         | 葡萄牙       | 1–1  | 2–1  | 2000年歐洲國家盃       |
| 9.  | 2001年3月24日  | 聖坦尼，法蘭西體育場             | 日本         | 2–0  | 5–0  | 友賽                   |
| 10. | 200年4月25日   | 聖坦尼，法蘭西體育場             | 葡萄牙       | 3–0  | 4–0  | 友賽                   |
| 11. | 2001年10月6日  | 聖坦尼，法蘭西體育場             | 阿尔及利亚   | 3–0  | 4–1  | 友賽                   |
| 12. | 2002年3月27日  | 聖坦尼，法蘭西體育場             | 苏格兰       | 3–0  | 5–0  | 友賽                   |
| 13. | 2002年10月16日 | 瓦萊塔，坦卡里國家體育場         | 馬爾他       | 1–0  | 4–0  | 2004年歐洲國家盃外圍賽 |
| 14. | 2002年10月16日 | 瓦萊塔，坦卡里國家體育場         | 馬爾他       | 2–0  | 4–0  | 2004年歐洲國家盃外圍賽 |
| 15. | 2003年3月29日  | 朗斯，費利克斯-波萊特球場        | 馬爾他       | 2–0  | 6–0  | 友賽                   |
| 16. | 2003年3月29日  | 朗斯，費利克斯-波萊特球場        | 馬爾他       | 3–0  | 6–0  | 友賽                   |
| 17. | 2003年4月30日  | 聖坦尼，法蘭西體育場             | 埃及         | 1–0  | 5–0  | 友賽                   |
| 18. | 2003年4月30日  | 聖坦尼，法蘭西體育場             | 埃及         | 2–0  | 5–0  | 友賽                   |
| 19. | 2003年6月18日  | 里昂，熱爾蘭球場                 | 哥伦比亚     | 1–0  | 1–0  | 2003年洲際國家盃       |
| 20. | 2003年6月22日  | 聖坦尼，法蘭西體育場             | 新西兰       | 2–0  | 5–0  | 2003年洲際國家盃       |
| 21. | 2003年6月26日  | 聖坦尼，法蘭西體育場             | 土耳其       | 1–0  | 3–2  | 2003年洲際國家盃       |
| 22. | 2003年6月29日  | 聖坦尼，法蘭西體育場             | 喀麦隆       | 1–0  | 1–0  | 2003年洲際國家盃       |
| 23. | 2003年9月6日   | 聖坦尼，法蘭西體育場             | 賽普勒斯     | 4–0  | 5–0  | 2004年歐洲國家盃外圍賽 |
| 24. | 2003年10月11日 | 聖坦尼，法蘭西體育場             | 以色列       | 1–0  | 3–0  | 2004年歐洲國家盃外圍賽 |
| 25. | 2003年11月15日 | 蓋爾森基興，費爾廷斯競技場       | 德国         | 1–0  | 3–0  | 友賽                   |
| 26. | 2004年6月21日  | 科英布拉，科英布拉城市球場       | 瑞士         | 2–1  | 3–1  | 2004年歐洲國家盃       |
| 27. | 2004年6月21日  | 科英布拉，科英布拉城市球場       | 瑞士         | 3–1  | 3–1  | 2004年歐洲國家盃       |
| 28. | 2004年10月14日 | 尼科西亞，泛塞浦路斯體操協會球場 | 賽普勒斯     | 2–0  | 2–0  | 2006年世界盃外圍賽     |
| 29. | 2005年8月17日  | 蒙彼利埃，莫桑球場               |              | 3–0  | 3–0  | 友賽                   |
| 30. | 2005年9月7日   | 都柏林，舊蘭斯敦路球場           | 愛爾蘭       | 1–0  | 1–0  | 2006年世界盃外圍賽     |
| 31. | 2005年11月9日  | 法蘭西堡，狄龍榮譽球場           |              | 3–2  | 3–2  | 友賽                   |
| 32. | 2006年5月31日  | 朗斯，費利克斯-波萊特球場        | 丹麦         | 1–0  | 2–0  | 友賽                   |
| 33. | 2006年6月7日   | 聖艾蒂安，熱奧弗魯瓦基查爾球場   | 中國         | 3–1  | 3–1  | 友賽                   |
| 34. | 2006年6月18日  | 萊比錫，紅牛競技場               | 南韓         | 1–0  | 1–1  | 2006年世界盃           |
| 35. | 2006年6月23日  | 科隆，萊茵能源體育場             | 多哥         | 2–0  | 2–0  | 2006年世界盃           |
| 36. | 2006年7月1日   | 法蘭克福，商業銀行球場           | 巴西         | 1–0  | 1–0  | 2006年世界盃           |
| 37. | 2006年9月6日   | 聖坦尼，法蘭西體育場             | 義大利       | 2–0  | 3–1  | 2008年歐洲國家盃外圍賽 |
| 38. | 2006年10月11日 | 蒙貝利亞爾，奧古斯特球場         | 法罗群岛     | 2–0  | 5–0  | 2008年歐洲國家盃外圍賽 |
| 39. | 2006年11月15日 | 聖坦尼，法蘭西體育場             | 希腊         | 1–0  | 1–0  | 友賽                   |
| 40. | 2007年8月22日  | 特爾納瓦，安東納馬拉丁斯基奧球場 | 斯洛伐克     | 1–0  | 1–0  | 友賽                   |
| 41. | 2007年10月13日 | 托爾斯港，托斯法特林球場         | 法罗群岛     | 2–0  | 6–0  | 2008年歐洲國家盃外圍賽 |
| 42. | 2007年10月17日 | 南特，路易豐特諾球場             | 立陶宛       | 1–0  | 2–0  | 2008年歐洲國家盃外圍賽 |
| 43. | 2007年10月17日 | 南特，路易豐特諾球場             | 立陶宛       | 2–0  | 2–0  | 2008年歐洲國家盃外圍賽 |
| 44. | 2007年11月21日 | 基輔，奧林匹克國家綜合體育場     | 乌克兰       | 1–1  | 2–2  | 2008年歐洲國家盃外圍賽 |
| 45. | 2008年6月13日  | 伯爾尼，瑞士首都球場             | 荷蘭         | 1–2  | 1–4  | 2008年歐洲國家盃       |
| 46. | 2008年9月10日  | 聖坦尼，法蘭西體育場             | 塞爾維亞     | 1–0  | 2–1  | 2010年世界盃外圍賽     |
| 47. | 2008年10月14日 | 聖坦尼，法蘭西體育場             | 突尼西亞     | 1–1  | 3–1  | 友賽                   |
| 48. | 2008年10月14日 | 聖坦尼，法蘭西體育場             | 突尼西亞     | 2–1  | 3–1  | 友賽                   |
| 49. | 2009年9月5日   | 聖坦尼，法蘭西體育場             | 羅馬尼亞     | 1–0  | 1–1  | 2010年世界盃外圍賽     |
| 50. | 2009年9月9日   | 貝爾格萊德，紅星體育場           | 塞爾維亞     | 1–1  | 1–1  | 2010年世界盃外圍賽     |
| 51. | 2009年10月14日 | 聖坦尼，法蘭西體育場             | 奥地利       | 2–0  | 3–1  | 2010年世界盃外圍賽     |

## 外部連結
- Thierry Henry – FIFA國際賽競賽紀錄 (存檔)
- 足球数据库：Thierry Henry的球员统计数据
- Thierry Henry在互联网电影资料库（IMDb）上的資料（英文）
- Goal.com 亨利個人資料 （页面存档备份，存于）
- FootballDatabase - footballdatabase足球資料庫 （页面存档备份，存于）
- 14henry.com

| 體育角色          | 體育角色                                 | 體育角色      |
| ----------------- | ---------------------------------------- | ------------- |
| 前任： 韋拉       | 法國隊長 2008–2010                       | 繼任： 艾華   |
| 前任： 韋拉       | 阿森纳隊長 2005–2007                     | 繼任： 加拿斯 |
| 前任： 安赫爾     | 紐約紅牛隊長 2011–2014                   | 繼任： 麥卡蒂 |
| 奖项与成就        |                                          |               |
| 前任： 雲尼斯達萊 | 英格蘭PFA最受歡迎球員（英超） 2003、2004 | 繼任： 林柏特 |